# Anomala sudanensis
Anomala sudanensis är en skalbaggsart som beskrevs av Machatschke 1972. Anomala sudanensis ingår i släktet Anomala och familjen Rutelidae. Inga underarter finns listade i Catalogue of Life.